# Hekla
Hekla is een stratovulkaan op IJsland van 1491 meter hoog. Voor de uitbarsting in 1947 was dat nog 1447 meter.
De vulkaan is gelokaliseerd in Suðurland, een regio in het zuiden van IJsland. Hekla is de actiefste vulkaan van IJsland en wordt van oudsher gevreesd. Kort nadat het gebied rondom de vulkaan in bewoning werd genomen, barstte hij verwoestend uit.
Sinds de kolonisatie van IJsland – die omstreeks het jaar 876 begon – is Hekla achttien keer uitgebarsten, met onregelmatige intervallen van 9 tot 121 jaar. De eruptie-tijdsduur varieerde daarbij van enkele dagen tot enkele maanden.
In het IJslands betekent Hekla "de gehoede". Dit omdat zijn top meestal door wolken verborgen wordt. De vulkaan werd in de Middeleeuwen ook wel De poort naar de hel genoemd.
Uitbarstingen: 1104, 1158, 1206, 1222, 1300, 1341, 1389, 1510, 1597, 1636, 1693, 1766, 1845, 1947, 1970, 1980, 1991 en 2000.